# ميخائيل فريش
ميخائيل فريش هو مدرس وسياسي ألماني، ولد في 1957 في ترير في ألمانيا. نشط حزبياً في البديل من أجل ألمانيا. وقد انتخب عضو مجلس الشورى الموحد في راينلاند بالاتينات ‏.